# Robert Little
Robert (Bob) Alexander Little (ur. 19 lipca 1895 w Melbourne, zm. 27 maja 1918 pod Noeux) – australijski lotnik wojskowy, as myśliwski lotnictwa brytyjskiego podczas I wojny światowej. Osiągnął największą liczbę zwycięstw wśród pilotów Australii.
Urodził się w Hawthorn (przedmieście Melbourne) w Australii; jego rodzice byli Szkotami, którzy wyemigrowali do Kanady, następnie do Australii. Robert Little był żonaty i miał jedno dziecko.
Był określany jako agresywny pilot i świetny strzelec, zawsze kontynuujący walkę, dopóki miał paliwo i amunicję. Wśród jego oficjalnie uznanych 47 zwycięstw było 20 samolotów zestrzelonych, 2 zmuszone do lądowania i zdobyte oraz 25 zestrzelonych prawdopodobnie (kategoria out of control).

## Służba podczas I wojny światowej
Podczas I wojny światowej Little wyjechał do Wielkiej Brytanii, gdzie w październiku 1915 ukończył prywatny kurs pilotażu na lotnisku w Hendon w Londynie, po czym wstąpił w 1915 do lotnictwa brytyjskiej Marynarki Wojennej (Royal Naval Air Service).
Służył bojowo we Francji, stacjonując początkowo w czerwcu 1916 w Dunkierce i latając na samolotach Bristol Scout i Sopwith 1½ Strutter. Przeprowadzał w tym czasie loty bombowe.
26 października 1916, w składzie 8. Dywizjonu RNAS (8 Naval Squadron), został przeniesiony na lotnisko polowe Vert Galant koło Amiens. Po przezbrojeniu na myśliwce Sopwith Pup, w listopadzie 1916 uzyskał dwa pierwsze zwycięstwa powietrzne, w grudniu trzecie, a w styczniu 1917 czwarte.
W marcu 1917 8 Dywizjon otrzymał nowe trójpłatowe myśliwce Sopwith Triplane i został przebazowany do Auchel, a następnie Mont-Saint-Éloi, w rejonie, gdzie toczyła się bitwa o Arras. Walczył tam w najcięższym dla brytyjskiego lotnictwa okresie „krwawego kwietnia” 1917 roku. Little miał wówczas stopień podporucznika (Flt Sub-Lt). 7 kwietnia 1917 zestrzelił tam piąty samolot. 24 kwietnia 1917 zmusił do lądowania samolot zwiadowczy DFW C.V koło Béthune, po czym wylądował obok (przewracając swój samolot na plecy) i wziął osobiście załogę do niewoli. Do końca maja Little uzyskał 20 zwycięstw. Latając Sopwithem Triplane uzyskał 24 zwycięstwa, z tego 20 latając myśliwcem o nazwie własnej Blymp (N5493). W lipcu jako jeden z pierwszych pilotów dywizjonu Little otrzymał nowszy myśliwiec Sopwith Camel, na którym zestrzelił pierwszy samolot 13 lipca. Latając Camelem w 8 Dywizjonie, Little odniósł do końca lipca 1917 10 zwycięstw.
W marcu 1918 Little został przeniesiony do 3 Dywizjonu RNAS (3 Naval Squadron), następnie przemianowanego na 203 Dywizjon RAF (203 Squadron). W jednostce tej latał m.in. Raymond Collishaw. Latając tam na Camelu, Little odniósł 6 zwycięstw w kwietniu i 3 w maju 1918.
21 kwietnia Little został zestrzelony przez niemieckiego asa Friedricha Ehmanna, ale udało mu się bezpiecznie wylądować za liniami brytyjskimi.
27 maja 1918 roku Robert Little został zestrzelony podczas ataku na niemiecki bombowiec Gotha w czasie nocnego nalotu. Zdołał wylądować rozbijając samolot, lecz następnie wykrwawił się od rany postrzałowej. Spoczywa na cmentarzu brytyjskim Wavans w Pas-de-Calais we Francji.

## Odznaczenia
- Distinguished Service Order – dwukrotnie (DSO and Bar)
- Distinguished Service Cross – dwukrotnie (DSC and Bar)
- francuski Croix de Guerre (1914-1918)[2]